# 제6기 최고인민회의 대의원 선거
제6기 최고인민회의 대의원 선거는 1977년 11월 11일에 열린 조선민주주의인민공화국의 6대 최고인민회의 선거다. 대의원 579명을 선출하였다.